# Марса
Ел Марса (арабски: المرسى) е град в Западна Сахара. Градът е пристанище на Атлантическият океан.
Населението на Ел Марса е 10 229 души (2004).